# Swiss Open 1983
Die Swiss Open 1983 im Badminton fanden Mitte März 1983 in Lausanne statt. Es war die 21. Austragung der internationalen Titelkämpfe im Badminton in der Schweiz.

## Finalresultate
| Disziplin    | Sieger                                     | Finalist                            | Ergebnis                       |
| ------------ | ------------------------------------------ | ----------------------------------- | ------------------------------ |
| Herreneinzel | Sompol Kukasemkij                          | Udom Luangpetcharaporn              | 15:5, 11:15, 5:10 (Verletzung) |
| Dameneinzel  | Eline Coene                                | Liselotte Blumer                    | 11:5, 7:11, 12:10              |
| Herrendoppel | Frank van Dongen Ivan Kristanto            | Harald Klauer Fritz Hotze           | 15:13, -15, 15:9               |
| Damendoppel  | Eline Coene Jeanette van Driel             | Cathrin Hoppe Petra Szczesny        | 17:14, 15:10                   |
| Mixed        | Bas von Barnau Sijthoff Jeanette van Driel | Alexander Almer Hertha Obritzhauser | 16:18, 15:6, 15:10             |